# Шмальц, Тимоти
Тимоти П. Шмальц (англ. Timothy P. Schmalz; род. 1969, Сент-Джейкобс, Онтарио, Канада) — канадский скульптор. В его творчестве преобладает, преимущественно, религиозная тематика. Наиболее известен скульптурой Бездомный Иисус, которую он создал чтобы подчеркнуть проблемы бездомных, живущих на улицах.

## Творчество
В творчестве Шмальца преобладают религиозные, католические, мотивы. Каждое произведение тщательно продумывается иногда занимая целых 10 лет от идеи до создания скульптуры. Некоторые из его работ созданы в серии, а другие являются отдельными произведениями. Шмальц считает: «Если люди используют мои скульптуры в качестве инструмента для мышления, то я очень счастлив». Бездомный Иисус был показан во многих местах, включая Базилику Святого Петра. Папа римский Франциск охарактеризовал скульптуру как «прекрасное произведение искусства». Шмальц участвовал в публичной дискуссии: что делать, если дом недоступен? в Театре Ориентиров Индианы 13 ноября 2016 года. Он был одним из трех человек, отвечавших на вопрос, который модерировал Терри Джетт.
Хотя Шмальц прежде всего всего известен своим Бездомным Иисусом, он также создал множество других произведений. 23 октября 2015 года статуя «Золотые Листья», высотой 4 метра (13 фута), была установлена в Ориллии в честь музыканта Гордона Лайтфута. Статуя изображает молодого Лайтфута, играющего на гитаре, окруженного кольцом кленовых листьев. Листья содержат изображения, вдохновленные его песнями. Шмальц планирует создавать каждый лист и размещать их вдоль тропы Лайтфут в Ориллии и делать копии, которые будут размещены в местах, подходящих для каждой песни. Лист, вдохновленный песней Black Day in July, был обнаружен в Tudhope Park 10 июля 2016 года как вторая часть в Парке скульптур Гордона Лайтфута.
Шмальц также создал Канадский мемориал ветеранов. Он прорабатывал каждую форму Вооруженных сил Канады и просил семьи прислать фотографии семьи или друзей, которые служили на войне.